# Compagnia Francese di Santo Domingo
La Compagnia francese di Santo Domingo è stata una compagnia commerciale francese fondata nel 1698 per volere di Luigi XIV, in seguito al trattato di Ryswik del 1697 con il quale la Spagna riconosceva i possedimenti francesi della colonia di Santo Domingo, per sviluppare il commercio dello zucchero. Essa è stata una delle compagnie commerciali privilegiate europee più fiorenti del XVII secolo.

## Storia
Nel 1698 fu firmato un accordo tra la Compagnia francese di Santo Domingo e la Compagnia francese della Guinea per attivare la tratta degli schiavi e portarne di più a Santo Domingo. Grazie ai suoi stretti legami con Pontchartrain, la compagnia è stata autorizzata a commerciare con il Messico spagnolo. I coloni di Santo Domingo saldavano i loro conti in escudos e reals.
La sua creazione portò a un forte aumento della popolazione di colore a Santo Domingo, dove il numero degli schiavi passò da 9.000 nel 1700 a 24.000 nel 1713, anno in cui l'amministrazione dell'isola fu separata da quella delle altre isole di zucchero francesi. Alcuni degli schiavi importati venivano  venduti direttamente agli spagnoli che occupano la parte orientale dell'isola.
A Santo Domingo, la compagnia stabilì i propri edifici e magazzini a Saint-Louis-du-Sud e a Jacmel.
Nel 1720, la Compagnia perse i suoi privilegi a favore della Compagnia delle Indie orientali francesi. Il commercio sull'isola fu dichiarato libero quattro anni dopo.
| Controllo di autorità | VIAF (EN) 155857253 · ISNI (EN) 0000 0001 0418 2591 · LCCN (EN) nr94041847 · BNF (FR) cb124927383 (data) · J9U (EN, HE) 987007364337105171 |